# Chaparral (Tolima)
Chaparral es un municipio colombiano ubicado en el departamento de Tolima, cuyo nombre hispánico fuera Medina de las Torres del Chaparral de los Reyes. Se sitúa aproximadamente a 163 kilómetros de Ibagué, la capital del departamento, y aproximadamente a 250 kilómetros del Bogotá.

## Toponimia
Su nombre es gracias a la gran cantidad de plantas que reciben el nombre de Chaparros en donde está el municipio.[cita requerida]

## Historia
La fecha exacta sobre la fundación de la ciudad no es muy clara, debido a que habría que hablar de diversas y sucesivas fundaciones. Sin embargo, el consenso histórico más aceptado que se tiene al respecto, sostiene que la primera fundación de Chaparral se produjo el 6 de enero de 1586 por Diego de Bocanegra. Las fuentes que permiten concluir esta fecha se remontan a las Noticias Historiales de Fray Pedro Simón, en las que contiene la copia de un documento del propio fundador.
En el año 1580 el presidente de la Real Audiencia de Santa Fe de Bogotá, Lope Díez de Aux y Armendáriz le concede licencia al capitán Bartolomé Talaverano poblador del Fuerte de San Bonifacio empeña su propia hacienda para ir 1581 contra los pijao con sesenta soldados de caballería y otro tanto de nativos aliados. Entre tanto y por la inestabilidad de la real audiencia de Santa Fe de Bogotá Bartolomé Talaverano es obligado a permanecer en Bogotá, por plazo mayor de tres meses, con sus hombres ya en marcha y acantonados en Ibagué, que sin gobierno realizan algunos desmanes dentro de las poblaciones nativas con rancheos y secuestro de nativas de los territorios de Cacata-Ima. Donde fortificaron un paleque en el que por el tiempo de cuatro meses estuvo a cargo del Capitán Alonso Cobo en medio de desórdenes. Al regreso de la capital del Capitán Talaverano, los hombres deseaban entrar en acciones de guerra donde eran premiados por el pillaje y disfrutaban matando nativos y violando sus mujeres. Permite Taverano que uno de los hombres más problemáticos que allí tenía de apellido Roa organice un ataque por los territorios de Amo-ya, buscando la casa del principal el Cacique Chequera y prometiendo a sus hombres “llegar a el Fuerte de Buga a comer bizcochos”, marcha entonces con treinta soldados a la vanguardia liderados por él y una retaguardia con el Capitán Talaverano con el resto de los soldados. A dos días de camino de Cacataima y hacia Buga, pretendiendo marchar de noche, cae en la emboscada preparada por el Cacica Chequera en la que son muertos diez soldados y le obligan a retroceder hasta el puesto de retaguardia de él Talaverano, que retrocede descendiendo por lo que para esta época llamaban la “Sierra Coymas” deteniéndose se en tierras bajas a orillas del propio río Amo-ya donde asiente el Fuerte de El Escorial cerca al lugar que hoy ocupa el municipio de Chaparral en el Tolima. Esta prosperó durante dos años pero por divisiones entre los soldados que amotinados y por grupos la iban abandonando hasta dejarla sin mayor protección y acrecentándose los ataque de él Cacica Chequera es abandonada en 1584. Después que el Capitán Bocanegra abandona el fuere de Santiago de la Frontera en los hechos del Cacique Chequera busca de un lugar más seguro al sur, donde toma para sí, el Fuerte de El Escorial, recién abandonado por el Capitán Talaverano, llamándolo: fuerte "Medina de las Torres" cerca del actual municipio de Chaparral en el Tolima, la víspera de la epifanía del año 1584 con unos refuerzos enviados desde Santa Fe de Bogotá por el presidente de la Real Audiencia Francisco Guillén Chaparro. 
El 3 de junio de 1773 el arzobispo de Santafé Fray Agustín Camacho decreta que sea erigida la parroquia de San Juan Bautista de Chaparral en jurisdicción de la Villa de Purificación y, el 23 de julio del mismo año, el virrey Manuel de Guirior confirmó la disposición del señor arzobispo; esta última fecha puede ser la más adecuada para que se acepte como la de la fundación de Chaparral. Hacia la segunda mitad del siglo XVIII el padre Gaspar de Soria, hombre acaudalado y doctor en Teología, acometió la empresa de construir una casa capilla, en un punto de la región conocida hasta entonces como la Mesa de Chaparral de los Reyes, debido a que era una zona árida, de tierra rojiza en la cual abundaba un matorral llamado Chaparro. La ubica en el sitio denominado El Triunfo, a seis kilómetros de la actual cabecera municipal y gradualmente las gentes van construyendo sus casas alrededor de este sitio, lo que determinó la fundación de un pujante caserío. “Poco tiempo después esta casa capilla de Chaparral se convirtió en Viceparroquia de Coyaima, hasta el año de 1.767 cuando fue constituida como parroquia, siendo su primer Párroco Don Vicente de la Rocha.
El 16 de noviembre de 1827 Chaparral fue destruido por un terremoto, entonces Francisco Javier de Castro, hombre acaudalado de la región, otorgó mediante escritura la donación, el 13 de noviembre de 1828, terrenos para que se edificara lo que hoy constituye esa población. Dentro de las cláusulas escriturales se estableció que nadie podría vender el terreno, solamente las mejoras.
La reconstrucción y resurgimiento del poblado destruido en 1.827 fue rápida, pues en 1.837 aparece Chaparral erigida en cabecera del cantón de Castrolarma que con los cantones de Mariquita, Honda, Ibagué y La Palma conformaban la provincia de Mariquita. En 1.853 se suprimieron los cantones y finalmente el 12 de abril de 1861, Chaparral fue elevado a la categoría de municipio, segregado de Coyaima.
Entre las personalidades más destacadas de Chaparral sobresalen: el general José María Melo, presidente de le República en 1854; Manuel Murillo Toro, dos veces presidente de la República, 1864 a 1866 y 1872 a 1874; Eugenio Castilla, abogado presidente del Estado del Tolima y Secretario del Tesorero Nacional, Antonio Rocha, gobernador del Tolima, ministro de Despacho, miembro de la Corte Suprema de Justicia y abogado muy notable; Darío Echandía, designado y presidente de Colombia , embajador ante la Santa Sede, ministro de Educación, de Gobierno y Gobernador del Tolima, político y jurista de talento prodigioso, quien mereció el título de Maestro; Alfonso Reyes Echandía, catedrático universitario, viceministro de Justicia, presidente de la Corte Suprema de Justicia y mártir del holocausto del 6 de noviembre de 1985 en Bogotá; Alberto Rocha Alvira, gobernador del Tolima; Alfonso Gómez Méndez, procurador y fiscal general de la Nación, ministro de Justicia, y otro gran número de personalidades que han puesto en alto el nombre del municipio y del país.

## Geografía

### Límites municipales
| Noroeste: Sevilla ( Valle del Cauca) y Roncesvalles                         | Norte: San Antonio         | Nordeste: Ortega           |
| Oeste: Tulúa y Buga ( Valle del Cauca) Parque Nacional Natural Las Hermosas |                            | Este: Coyaima Río Saldaña  |
| Suroeste: Rioblanco                                                         | Sur: Rioblanco Río Medarco | Sureste: Ataco Río Saldaña |

## División político-administrativa

### Comunas
La cabecera municipal se encuentra dividido en 3 comunas (en la que se encuentra ciertos barrios) 
- Comuna 1. conformado por los barrios Ambeima, Beltrán, La Loma, Las Cabañas, Libertador, El Edén, Los Laureles, Santa Luisa, Villa Café.
- Comuna 2. conformado por los barrios Rocío parte, Alta Algodones, El paraíso, El Rocío, José María Melo, Las Brisas, Pueblo Nuevo, San Fernando, San Juan Bautista, Veinte de julio, Versalles, Divino Niño y Villa del Rocío.
- Comuna 3. conformado por los barrios Carmenza Rocha, Castañal, El Jardín, La Primavera, Las Américas, Los Fundadores, Obrero, Primero de Mayo, Jaime Salomón Umaña, Santofimio, Tuluní, Villa Esperanza y Santa Helena.

### Centros poblados
Chaparral tiene bajo su jurisdicción los centros poblados:
- El Limón
- La Marina
- La Profunda
- San José de Las Hermosas

## Economía
Chaparral es un municipio principalmente agrícola, pero también se exalta su actividad comercial y de servicios. Su principal actividad económica es el café, pero también se destaca la producción ganadera, de panela, plátano, yuca, fríjol, aguacate, guanábana, entre otros productos.  
El comercio, es uno de los sectores más importante de la economía local, según Tolima en Cifras, para el año 2010, Chaparral contaba con 1.221 establecimientos de comercio, registrados en la Cámara de Comercio del Sur y Oriente del Tolima
Chaparral cuenta con un total de cinco entidades financieras:
- Banco Davivienda
- Bancolombia
- Banco de Bogotá
- Banco Agrario de Colombia
- Banco Mundo Mujer

En Chaparral se encuentra ubicada la Central Hidroeléctrica Río Amoyá, La Esperanza, cuya capacidad instalada es de 80MW (megavatios) para una generación de energía media anual de 510GWh/año. Este proyecto se encuentra ubicado sobre el río Amoyá, Consiste en el aprovechamiento de las aguas de los ríos Amoyá y Davis con un sistema de captación a filo de agua, por lo tanto no tiene embalse. La Central aprovecha un caudal máximo de 18,4 metros cúbicos por segundo, equivalente al caudal medio del río Amoyá en el sitio de captación. El salto neto es de 518,40 metros, correspondiente a un nivel nominal en el tanque de carga de 1.478,7 metros sobre el nivel del mar y un nivel de las turbinas de 960,30 m s. n. m. Esta Central transfiere al municipio el 3% de las tarifas para ventas en bloque que señala la Comisión de Regulación de Energía y Gas (CREG). (Fuente Isagen).

## Turismo
En el casco urbano el visitante puede encontrar lugares turísticos como la casa de corte republicano; Casa Darío Echandía donde funciona la Cámara de Comercio del Sur y Oriente del Tolima, lugar que en el siglo XX fue convertido en despacho presidencial por el presidente Darío Echandía Olaya. Igualmente, el turista puede visitar la iglesia San Juan Bautista ubicada frente al parque los Presidentes en este lugar podemos encontrar estatuas de 3 presidentes que nacieron en Chaparral, así como diferentes estatuas y monumentos que representan la historia de Chaparral, degustar un delicioso café colombiano en la Tienda del Café. Finalmente, en el sector urbano de Chaparral, el turista puede disfrutar de platos típicos de la región como el tamal y la lechona tolimense, avena y buñuelos, morcilla y demás platos típicos, en la Plaza de Mercado, ubicada a dos cuadras del parque de los presidentes.
Chaparral cuenta con 5 piscinas públicas y una privada, se destacan entre ellos el Club Tuluní, Club Cointrasur, Estadero el Estadio, Estadero Comfenalco, Estadero La Finca, Estadero la Española; entre otros.
En el sector rural, existen diversos lugares turísticos, como el parque nacional Natural las Hermosas ubicado a más de 3.000 metros sobre el nivel del mar. Las Cuevas de Tuluní, las cuevas de Copete, así como el Charco El Tambor sobre el río Tuluní, el Sector de Santana, sitio de desembocadura del río Ambeima sobre el río Amoya. 
Según Tolima en Cifras, Chaparral cuenta con más de 24 hoteles, con una capacidad de 324 habitaciones y 714 camas. 
En el casco urbano existe servicio de taxi y colectivo. Para el sector rural la empresa Cointrasur, presta sus servicios de transporte en Camperos o en Chiva o Escalera.

## Transporte
Desde comienzos del siglo XX se empezó a construir una carretera a través del Páramo de las Hermosas para conectar las ciudades de Chaparral y Palmira, lo cual proporcionaría la ruta terrestre más corta entre Bogotá y la ciudad de Cali, además convirtiendo a Chaparral en un polo de desarrollo del sur del Tolima. Sin embargo, de este proyecto sólo se han realizado algunos tramos y su terminación se ha pospuesto de manera indefinida. por otro lado sigue progresando como municipio más grande del sur del Tolima gracias a que su red vial ha sido habilitada por el gobierno nacional.
Cuenta con el Aeropuerto General Navas Pardo, ubicado en el lado Este del municipio. Actualmente el aeropuerto presta servicio a vuelos civiles, militares, comerciales, ambulancia y de estado. Entre la década del 50 y el 60 este aeropuerto tuvo un gran valor estratégico dentro del conflicto armado colombiano por conectar varias regiones de gran importancia. 

## Extensión rural
Chaparral es el municipio de mayor extensión territorial del Tolima con cerca del 10% de la superficie terrestre del departamento, 2124 km cuadrados. Cuenta con 144 veredas distribuidas en sus seis corregimientos de la siguiente manera:
| Las Hermosas                                     | Las Hermosas              | Calarma | Calarma                      | Amoyá | Amoyá               | El Limón | El Limón              | La Marina | La Marina                | San José de las Hermosas | San José de las Hermosas  |
| ------------------------------------------------ | ------------------------- | ------- | ---------------------------- | ----- | ------------------- | -------- | --------------------- | --------- | ------------------------ | ------------------------ | ------------------------- |
| 1                                                | San José de las Hermosas* | 26      | Guayabal*                    | 51    | La Ceiba            | 86       | Mendarco Carbonal     | 122       | Argentina Linday         | 146                      | San José de las Hermosas* |
| 2                                                | Sector Tequendama         | 27      | Talani                       | 52    | Tamarco             | 87       | Carbonal              | 123       | Espíritu Santo Balcones  |                          |                           |
| 3                                                | El Cairo                  | 28      | Maito                        | 53    | Pipini              | 88       | La Holanda            | 124       | Espíritu Santo Albania   |                          |                           |
| 4                                                | Argentina Hermosas        | 29      | Buena Vista                  | 54    | Tapias              | 89       | La Cierra             | 125       | Puente Verde             |                          |                           |
| 5                                                | Rio Negro                 | 30      | Chitato                      | 55    | San Miguel          | 90       | Santa Rita            | 126       | Astilleros               |                          |                           |
| 6                                                | La Virginia Alta          | 31      | Pedregal                     | 56    | La Libertad         | 91       | La Begonia            | 127       | El Guadual               |                          |                           |
| 7                                                | La Virginia               | 32      | La Palmera                   | 57    | Guaini              | 92       | El Paraíso            | 128       | Pando El Líbano          |                          |                           |
| 8                                                | El Escobal                | 33      | Potrerito de Lugo            | 58    | Amoya               | 93       | Las Mesetas           | 129       | Brisas San Pablo Ambeima |                          |                           |
| 9                                                | La Aurora Hermosas        | 34      | Potrerito de Lugo Parte Baja | 59    | La Cristalina       | 94       | La Lindosa            | 130       | Aguas Claras             |                          |                           |
| 10                                               | El Davis                  | 35      | Patalo                       | 60    | El Queso            | 95       | Viso                  | 131       | San Marcos               |                          |                           |
| 11                                               | San Pablo Hermosas        | 36      | Los Lirios                   | 61    | San Alfonso         | 96       | Icarco                | 132       | San Fernando             |                          |                           |
| 12                                               | La Holanda Hermosas       | 37      | La Julia                     | 62    | Tulini              | 97       | Filandia              | 133       | Las Juntas               |                          |                           |
| 13                                               | Los Sauces                | 38      | Santo Domingo                | 63    | Las Cruces          | 98       | La Profunda           | 134       | San Pedro Ambeima        |                          |                           |
| 14                                               | Santa Bárbara             | 39      | La Nevada                    | 64    | Los Ángeles         | 99       | Santa Cruz            | 135       | El Bosque                |                          |                           |
| 15                                               | San Roque                 | 40      | Potrerito de Agua            | 65    | Altamira            | 100      | La Aldea              | 136       | Horizonte                |                          |                           |
| 16                                               | San Jorge Alto            | 41      | Brazuelos Delicias           | 66    | Las Cortes          | 101      | El Tibet              | 137       | Lagunilla                |                          |                           |
| 17                                               | San Jorge                 | 42      | La Siberia                   | 67    | La Pradera          | 102      | Calibio               | 138       | La Sonrisa               |                          |                           |
| 18                                               | Porvenir                  | 43      | Brazuelos Calarma            | 68    | Brisas Totumo       | 103      | El Jordán             | 139       | Dos Quebradas            |                          |                           |
| 19                                               | Agua Bonita               | 44      | Risaralda Calarma            | 69    | Copete Delicias     | 104      | La Barrialosa         | 140       | San Pablo Ambeima        |                          |                           |
| 20                                               | Vega Chiquita             | 45      | Vista Hermosa                | 70    | Copete Monserrate   | 105      | Punterales            | 141       | Granja Albeima           |                          |                           |
| 21                                               | El Moral                  | 46      | Chontaduro                   | 71    | Santa Rosa          | 106      | La Glorieta           | 142       | Santuario                |                          |                           |
| 22                                               | Angosturas                | 47      | Alto Redondo                 | 72    | Tine                | 107      | La Germania           | 143       | La Marina                |                          |                           |
| 23                                               | La Cimarrona Alta         | 48      | Calarcá Tetuán               | 73    | Aracamangas         | 108      | El Prodigio           | 144       | Florestal Ambeima        |                          |                           |
| 24                                               | La Cimarrona Baja         | 49      | Lemaya                       | 74    | Copete Oriente      | 109      | Irco Dos Aguas        | 145       | Alto Ambeima             |                          |                           |
| 25                                               | La Salina                 | 50      | Yaguara                      | 75    | Violetas Totumo     | 110      | Chicalá               |           |                          |                          |                           |
|                                                  |                           |         |                              | 76    | Mulico Las Palmas   | 111      | Tres Esquinas Banqueo |           |                          |                          |                           |
|                                                  |                           |         |                              | 77    | La Cima             | 112      | Bruselas              |           |                          |                          |                           |
|                                                  |                           |         |                              | 78    | Mulico Altagracia   | 113      | Providencia           |           |                          |                          |                           |
|                                                  |                           |         |                              | 79    | Mulico Jardín       | 114      | Buenos Aires          |           |                          |                          |                           |
|                                                  |                           |         |                              | 80    | Mulico Las Delicias | 115      | Potrerito de Aguayo   |           |                          |                          |                           |
|                                                  |                           |         |                              | 81    | Mulico El Agrado    | 116      | La Florida            |           |                          |                          |                           |
|                                                  |                           |         |                              | 82    | Guanabano           | 117      | Guayabal*             |           |                          |                          |                           |
|                                                  |                           |         |                              | 83    | Sector Tinaja       | 118      | Mesa de Aguayo        |           |                          |                          |                           |
|                                                  |                           |         |                              | 84    | Hato Viejo          | 119      | Jazminia              |           |                          |                          |                           |
|                                                  |                           |         |                              | 85    | Brisas Carbonal     | 120      | Helechales            |           |                          |                          |                           |
|                                                  |                           |         |                              |       |                     | 121      | Betania               |           |                          |                          |                           |
| [*] La vereda está dividida en 2 corregimientos. |                           |         |                              |       |                     |          |                       |           |                          |                          |                           |

## Servicios públicos
- Energía Eléctrica: Celsia, es la empresa prestadora del servicio de energía eléctrica.
- Gas Natural: Alcanos de Colombia es la empresa distribuidora y comercializadora de gas natural en el municipio.